# Cheraga
Cheraga är en ort i Algeriet.   Den ligger i provinsen Tipaza, i den norra delen av landet, 8 km väster om huvudstaden Alger. Cheraga ligger 171 meter över havet och antalet invånare är 27 835.
Terrängen runt Cheraga är platt åt sydväst, men åt nordost är den kuperad. Terrängen runt Cheraga sluttar västerut. Runt Cheraga är det mycket tätbefolkat, med 9 644 invånare per kvadratkilometer. Närmaste större samhälle är Alger, 7,5 km öster om Cheraga. Runt Cheraga är det i huvudsak tätbebyggt.